# 마션 인베이션
《마션 인베이션》(2036 Origin Unknown)은 영국에서 제작된 해스래프 둘룰 감독의 2018년 SF 영화이다. 케이티 색코프 등이 주연으로 출연하였다.

## 출연

### 주연
- 케이티 색코프

### 조연
- 스티븐 크리
- 줄리 콕스
- 레이 피어론
- 조 데이비드 월터스

## 개봉
마션 인베이션은 2018년 6월 8일 캘리포니아주 산타모니카의 Laemmle Monica 영화 센터에서 개봉되었다.